# JUMO
 (février 2014).
Le groupe d’Entreprises JUMO est une entreprise familiale de taille moyenne active dans la branche de la Mesure et de la Régulation ayant son siège principal à Fulda en Allemagne. Le groupe comprend 5 autres succursales en Allemagne, 25 filiales à l’étranger et plus de 50 agences de représentations à travers le monde entier. JUMO emploie au niveau mondial plus de 2 500 personnes, dont 1 300 à la maison mère à Fulda. En 2012, l’entreprise réalisa un chiffre d'affaires de 205 millions d’euros.

## Produits
Le portefeuille produits comprend des composants et des solutions systèmes pour mesurer, réguler, enregistrer et analyser des grandeurs physiques et chimiques pour l’industrie de biens d’équipements. La palette de produits s’étend des capteurs pour la température, la pression et l’analyse des fluides jusqu’à la régulation et l’enregistrement de données de mesures. Ces produits et solutions systèmes sont majoritairement utilisés dans les domaines suivants : industries alimentaires, climatisation, construction machines, chimie et industrie pharmaceutique, l’industrie de l’emballage, construction de fours ainsi que dans le domaine du traitement de l’eau.

## Histoire
En l’an 1948, Moritz Kurt Juchheim fonda l’entreprise M. K. JUCHHEIM GmbH & Co et commença la production de thermomètres en verre et à contact. Le nom de marque JUMO est issu du nom du fondateur (JUchheim, MOritz). Depuis 1950, son programme de production s’est étendu successivement aux thermomètres d’affichages, thermostats électromécaniques, et plus tard aux régulateurs de températures électroniques, appareils à programmes et d’enregistrements ainsi qu'aux convertisseurs. Après l’établissement d’un réseau commercial national dans les années 60, il fonda les premières succursales à l’étranger.
En 1970, JUMO emploie sur le site de Fulda environ 1 000 employés. Dans les années 70, JUMO débute dans le domaine de la mesure de pression et est l'un des premiers à utiliser des processeurs dans le domaine de la régulation. Dès 1982, JUMO débute dans le domaine de l’analyse des fluides et étend ainsi sa production aux appareils de mesure et de régulation d’analyse.
En 1985, le plus jeune fils du fondateur, Bernhard Juchheim, reprend la direction de la M. K. JUCHHEIM GmbH & Co. L’année 1987 voit l’introduction de la technique SMD (Surface Mounted Device). Les platines électroniques complexes pour les produits JUMO peuvent maintenant être fabriquées de façon autonome. En 1989, sont introduits les premiers robots dans la production des sondes de température.
En 1992, JUMO obtient la certification laboratoire DKD (Deutscher Kalibrierdienst) et en 1995 son propre centre d'apprentissage. Au cours de l’année 2000, ce spécialiste de la mesure et de la régulation obtient pour la première fois un chiffre d’affaires dépassant les 100 millions d’euros.
En 2003, le nom de l'entreprise allemande change pour s'aligner sur le format de ses filiales internationales, et devient officiellement JUMO GmbH & Co. KG. En même temps, Michael Juchheim est nommé administrateur délégué au même titre que son père.
En 2007, JUMO lance ses premiers appareils de mesure non filaires sur le marché. Grâce à cette technologie sans fil, il est possible, par exemple, d’épargner les frais de placement onéreux de câbles de raccordements. La même année, en l’honneur du fondateur de l’entreprise, Moritz Kurt Juchheim, le nom de la route menant à la maison-mère à Fulda est modifié en rue Moritz-Juchheim.
En 2011, le chiffre d’affaires consolidé dépasse la barre des 200 millions d’euros. En 2012, JUMO emploie pour la première fois plus de 2 000 personnes.